# Берна (пам'ятка природи)
Бе́рна — ботанічна пам'ятка природи місцевого значення в Україні. Розташована в межах Глибоцького району Чернівецької області, на південний схід від села Корчівці. 
Площа 5 га. Статус присвоєно згідно з рішенням 7-ї сесії обласної ради V скликання від 16.10.2006 року № 105-7/06. Перебуває у віданні ДП «Сторожинецький лісгосп» (Верхньопетрівецьке лісництво, кв. 59, вид. 9). 
Статус присвоєно для збереження ділянки серед лісу, де зростають види рослин, занесені до Червоної книги України: рябчик шаховий, шафран Гейфеля, пізньоцвіт осінній та рідкісний на Передкарпатті вид — купальниця європейська. Ділянку оточує лісовий масив з насадженнями клена, сосни, ялиці тощо.